# Dendrophthora panamensis
Dendrophthora panamensis är en sandelträdsväxtart som beskrevs av J. Kuijt. Dendrophthora panamensis ingår i släktet Dendrophthora och familjen sandelträdsväxter. Inga underarter finns listade i Catalogue of Life.